# 폰테데라
폰테데라 (Pontedera; 라틴어: Pons Herae)는 인구 규모 30,070명의 이탈리아 도시이며, 토스카나주 피사도에 위치했다.
피사로부터 20 km 피렌체에서 50 km 거리에 위치했다.
이탈리아 오토바이 제조기업 피아지오의 본사, 카스텔라니 포도주 양조장, 아메데이의 프리미엄 아티산급 초콜릿 제조 공장 등이 위치해 있다.
폰테데라는 에라강과 아르노강이 합류하는 아르노강의 하곡에 세워졌다. 스콜마토레 델라르노 운하와 에라강의 지류인 롤리오가 도시를 지나간다. 라로타라고 하는 프라치오네 내에 '브라키니' (Braccini )호라고 하는 조그만 호수가 존재한다.
스포츠 팀으로는 US 치타 디 폰테데라라는 축구 팀이 있으며, 최근까지 세리에 C에 참가했다. 그 외의 관광지로는 산티시모 크로치피소가 있다.

## 역사
폰테데라는 일부 역사적 전투가 벌어진 곳이었다. 1369냔, 존 호크우드가 이끈 베르나보 비스콘티의 밀라노 군대가 피렌체군에 이곳에서 패하였다. 1554년 6월 11일, 시에나 공화국이 자신들의 독립을 유지하기 위한 최후의 노력으로 이곳에서 피로스의 승리를 거뒀는데, 이때 피에로 스트로치가 피렌체 군대에 승전보를 알렸다. 두 달 뒤 그는 마르키아노 전투에서 결정적 패배를 당하는데 이 전투로 시에나 독립의 종지부가 찍혔다.

### 제2차 세계대전
폰테데라는 피아지오가 갖고 있는 군용기 제조공장 시설이 있어 제2차 세계대전 기간 영미 측의 막대한 폭격을 당했다. 1944년 1월 6일 3차례의 막대한 폭격이 벌어졌는데, 이때 기차역이 그 피해를 입었고, 1월 18일에는 '오르토 데 로사티'라고 는 탁 트인 공간이 목표가 되었으며 (사람들이 안전하다고 여겨 대피했던 곳), 1944년 1월 21일에는 공장과 주택이 타격당했다. 전쟁이 종전된 쯤, 도시의 절반이 파괴되었고, 370명이 목숨을 잃었으며 수천 명이 다쳤다.

## 지리

### 영역
- 내진 등급 분류: 3등급 (지진활동 정도 : 중-저 (최대 지반 가속도 0.05와 0.15 g 사)) - 2021년 4월 기준 이탈리아 시민 보호부의 지진 활동 분류.

### 프라치오네
젤로, 일로미토, 라보, 라로타, 몬테카스텔로, 파르도시, 산타루차, 트레자자

### 기후
연 평균 기후 기온은 18.60°C (65,48°F)이다. 여름철에는 기온이 높으면 40 °C (104 °F)까지 오르고, 겨울철에는 일출 시 기온이 영하로 떨어질 수 있다.

## 교육
폰테데라는 '빌라조 스콜라스티코' (Villaggio Scolastico, 학교 마을)이라 불리는, 도심 지역에 위치한 뛰어난 중등 학교들을 두고 있다.

### 중등 교육

#### 리케오 "XXV 아프릴레"[3][4]
두 개 소로 구분된다:
- 리케오 클라시코 ('고전학 라이시움')
- 리케오 시엔티피코 ('과학 라이시움')

#### ITIS "굴리엘모 마르코니"[5][6]
기술 분야에서 다음과 같은 네 개 과정을 운영하고 있다:
- 역학, 기전공학, 에너지학
- 일렉트로닉스 및 전기공학 (일렉트로닉스 내에 로봇공 특화 과정 포함)
- IT 및 전기 통신
- 그래픽 및 커뮤니케이션

그리고 전문 교육 과정:
- 과학 전문 교육 - 응용과학[7]

#### 이스티투토 "에우제니오 몬탈레"[8]
- 리케오 링구이스티코 (언어학 라이시움)
- 리케오 델레 시엔체 우마네 에 에코노미코 소키알레 ('인간과학 라이시움')

### 초등 및 중학교 교육
- Istituto comprensivo "Curtatone e Montanara"
- Istituto comprensivo "Mohandas Karamchand Gandhi"
- Istituto comprensivo "Antonio Pacinotti"

### 대학교
- 폴로 산탄나 발데라
- Polo Didattico Universitario Daniela Donati[9] dell'Università di Pisa, including:
  - Corso di scienze infermieristiche (간호학)[10]
  - Segreteria studenti di Pontedera (폰테데라 학생처)[11]

## 문화
폰테데라에는 '조반니 알베르토 아녤리' 피아지오 박물관이 위치해 있다. 2000년 피아지오의 오래된 작업장에 만들어진 박물관은 현재 피아지오가 만든 다양한 모델과 더불어 안토넬라 베키 피아지오의 이름을 딴 거대한 역사 기록 보관소가 위치해 있으며, 피사에 있는 산탄나 고등과학원의 발데라 분교는 옛 피아지오 구내식당을 개조하여 조성된 것이다.

## 기반 시설 및 교통

### 도로
지방도 67번 Tosco Romagnola가 폰테데라를 서쪽에서 동쪽으로 지나가며, 피렌체와 곧장 연결되어 있고 라벤나에서 종단된다.
폰테데라는 또한 피렌체 광역시, 피사도, 리보르노도 등을 연결하는 주요 간선도로인 FI-PI-LI 대간선 도로도 연결되어 있다. 이 도로는 피렌체에서 시작하여 인근 라바이아노에서 북쪽으로 분기되어 A12 고속도로와 연결되는 피사에서 종단되며, 남쪽으로 분기된 곳에서는 리보르노에서 끝이 종단된다.

### 버스
시내버스는 아우톨리네 토스카네 (2021년 합병 이전에는 CTT 노르드)가 운영하고 있으며 유료 도시 노선 2개(기존 3개)와 무료 셔틀 노선 2개가 운영 중이다.
여러 토스카나 도시들과 폰테데라를 연결하는 시외버스 노선도 존재한다.

### 철도
폰테데라역은 발데라 지역 내 교육기관 및 피아지오 공장과 관련된 다양한 서비스로 인해 하루 약 4,000명의 이용객이 오가는, 피사와 피렌체 사이를 연결하는 레오폴다 선의 중요한 허브에 위치해 있다. 이 역사는 양 방향으로 15분마다 열차가 정차하며, 리보르노, 비아레조, 라스페치아, 루카, 그로세토 등 주요 노선 및 기타 소도시 노선을 잇는 트렌이탈리아의 지역 열차 서비스가 운행된다. 피사까지는 10–15분 피렌체에서는 35–40분이 걸린다.
20세기 초, 루카-폰테데라-살리네디볼테라 선이 계획되었다. 1922년 공사가 시작되었지만, 6년 뒤 루카-폰테데라를 연결된 상태로 끝이 나고 말았다. 제2차 세계대전의 피해로, 이 노선은 1958년에 폐지되어 해체되었다.

### 공항
폰테데라는 제1차 세계대전 직전인 1913년에 비행선, 시간이 흘러서는 항공기의 비행장 목적으로 만들어진 공항이 있었다.
제2차 세계대전 종전 뒤, 인근 피사 공항으로 인해 중요성을 상실했다. 해당 부지는 이후 피아지오에 의해 사용되었으며, 완전히 철거된 후 현재는 그 자리에 새로운 폰테데라 산업 지구(PIP III)가 들어서 있다.

## 유명 인물
- 예지 그로토프스키 - 폴란드의 연극 연출자 및 이론가로, 폰테데라에서 13년간 거주했다
- 파비오 인노첸티 - 배구 선수[14]
- 파비아나 루페리니 - 사이클 선수[15]